# Panicum margaritiferum
Panicum margaritiferum är en gräsart som först beskrevs av Emilio Chiovenda, och fick sitt nu gällande namn av Robyns. Panicum margaritiferum ingår i släktet vipphirser, och familjen gräs. Inga underarter finns listade i Catalogue of Life.